# Standard Liège
Standard Liège, vanligen kallat Standard, är en fotbollsklubb från Liège i Vallonien i sydöstra Belgien. Standard är den mest populära klubben i det fransktalande vallonska delarna av Belgien och är en av de "tre stora" tillsammans med Club Brugge KV från Flandern och Anderlecht från huvudstaden Bryssel. Klubben bildades 1889 och har 10 inhemska ligatitlar, den senaste 2009. Standard spelar 2009/2010 sin 90:e raka säsong i den högsta ligan, Jupiler League, vilket är rekord.
Standard har mörkröda tröjor och strumpor med vita byxor som klubbfärg och smeknamnet Rouches.

## Meriter
- Belgiska mästare (10): 1958, 1961, 1963, 1969, 1970, 1971, 1982, 1983, 2008, 2009
- Belgiska vice-mästare (13): 1926, 1928, 1936, 1962, 1965, 1973, 1980, 1993, 1995, 2006, 2011, 2014, 2018
- Cupmästare (8): 1954, 1966, 1967, 1981, 1993, 2011, 2016, 2018
- Cupfinalister (9): 1965, 1972, 1973, 1984, 1988, 1989, 1999, 2000, 2007
- Ligacupen (1): 1975
- Supercupen (4): 1981, 1983, 2008, 2009
- Soulier d'Or ("Guldskon" för bästa spelare i Belgiska ligan): Jean Nicolay (1963), Wilfried Van Moer (1969, 1970), Christian Piot (1972), Eric Gerets (1982), Sérgio Conceição (2005), Steven Defour (2007), Axel Witsel (2008), Milan Jovanović (2009).

## Truppen
Uppdaterad: 22 februari 2022
| 16 | Belgien | Arnaud Bodart    | 11 mars 1998      | Standard Liège  |
| 30 | Belgien | Laurent Henkinet | 14 september 1992 | OH Leuven (-20) |
| 40 | Belgien | Matthieu Epolo   | 15 januari 2005   | Standard Liège  |

| 2  | Belgien   | Gilles Dewaele      | 13 februari 1996 | Kortrijk (-22)            |
| 5  | Mali      | Moussa Sissako      | 10 november 2000 | Paris Saint-Germain (-20) |
| 6  | Belgien   | Noë Dussenne        | 7 april 1992     | Mouscron (-19)            |
| 14 | Frankrike | Niels Nkounkou      | 1 november 2000  | Everton (-21)             |
| 31 | Belgien   | Alexandro Calut     | 22 april 2003    | Standard Liège            |
| 33 | Belgien   | Nathan Ngoy         | 10 juni 2003     | Anderlecht (-19)          |
| 34 | Cypern    | Konstantinos Laifis | 19 maj 1993      | Olympiakos (-16)          |
| 35 | Belgien   | Lucas Noubi         | 15 januari 2005  | Standard Liège            |

| 4  | Serbien                 | Damjan Pavlovic        | 9 juli 2001       | Standard Liège      |
| 8  | Bosnien och Hercegovina | Gojko Cimirot          | 19 december 1992  | PAOK (-18)          |
| 10 | Marocko                 | Mehdi Carcela-González | 1 juli 1989       | Granada (-18)       |
| 11 | Norge                   | Aron Dönnum            | 20 april 1998     | Vålerengen (-21)    |
| 13 | Belgien                 | Joachim Van Damme      | 23 juli 1991      | Mechelen (-22)      |
| 15 | Belgien                 | Daouda Peeters         | 26 januari 1999   | Juventus (-21)      |
| 19 | Marocko                 | Selim Amallah          | 15 december 1996  | Mouscron (-19)      |
| 20 | Kongo-Kinshasa          | Merveille Bokadi       | 21 maj 1996       | Mazembe (-17)       |
| 24 | Frankrike               | Mathieu Cafaro         | 25 mars 1997      | Reims (-22)         |
| 26 | Belgien                 | Nicolas Raskin         | 23 februari 2001  | Gent (-19)          |
| 28 | Kongo-Kinshasa          | Samuel Bastien         | 26 september 1996 | Chievo Verona (-18) |
| 38 | Belgien                 | Cihan Çanak            | 24 januari 2005   | Standard Liège      |

| 7  | Rumänien     | Denis Drăguș   | 6 juli 1999     | Viitorul Constanța (-19) |
| 18 | Belgien      | Renaud Emond   | 5 december 1991 | Nantes (-22)             |
| 23 | Burkina Faso | Abdoul Tapsoba | 23 augusti 2001 | ASEC Mimosas (-19)       |

### Utlånade spelare
| Nr | Land      | Pos | Namn                                               |
| -- | --------- | --- | -------------------------------------------------- |
| -  | Israel    | MF  | Eden Shamir (i Maccabi Tel Aviv till 30 juni 2022) |
| -  | Frankrike | MF  | Eddy Sylvestre (i Pau FC till 30 juni 2022)        |
| -  | Uruguay   | A   | Felipe Avenatti (i Beerschot till 30 juni 2022)    |

| Nr | Land           | Pos | Namn                                            |
| -- | -------------- | --- | ----------------------------------------------- |
| -  | Belgien        | MF  | Fostave Mabani (i Maastricht till 30 juni 2022) |
| -  | Kongo-Kinshasa | A   | Jackson Muleka (i Kasımpaşa till 30 juni 2022)  |

## Kända spelare
- Carlos Alberto de Almeida Junior
- Fabián Carini
- Emile Mpenza
- Mbo Mpenza
- Philippe Léonard
- Régis Genaux
- Michaël Goossens
- Roberto Bisconti
- Daniel van Buyten
- Miljenko Mumlek
- Mircea Rednic
- Ronny Rosenthal
- Vedran Runje
- Ásgeir Sigurvinsson
- Arie Haan
- Roger Claessen
- André Cruz
- Eric Gerets
- Marc Wilmots
- Erwin Kostedde
- Džemaludin Mušović
- Michel Preud'homme
- Steven Defour
- Axel Witsel

## Svenska spelare
- Ralf Edström
- Tommy Svensson
- Astrit Ajdarević
- Benny Wendt
- Jiloan Hamad